# 105 př. n. l.

## Události
- Den před říjnovými Nonami (6. říjen) došlo k bitvě u Arausia

## Narození
- ? – Čchu Šao-sun, čínský učenec a historik dynastie Chan († 30 př. n. l.)

## Hlavy států
- Parthská říše – Mithradatés II. (124/123 – 88/87 př. n. l.)
- Egypt – Ptolemaios X. Alexandros (110 – 109, 107 – 88 př. n. l.)
- Čína – Wu-ti (dynastie Západní Chan)